# گورستان برزه
قبرستان برزه مربوط به دوره قاجار است و در شهرستان اسلام‌آباد غرب، بخش مرکزی، دهستان حومه شمالی، ۳۵۰ متری شمال روستای برزه واقع شده و این اثر در تاریخ ۲۶ اسفند ۱۳۸۷ با شمارهٔ ثبت ۲۵۵۶۰ به‌عنوان یکی از آثار ملی ایران به ثبت رسیده است.